# Nederland op het Europees kampioenschap voetbal 2020
Nederland was een van de deelnemende landen aan het Europees kampioenschap voetbal 2020. Het was de tiende deelname voor het land. Frank de Boer was de bondscoach. Nederland werd uitgeschakeld door Tsjechië in de achtste finales.

## Kwalificatie

### Kwalificatieduels
|                                                |                                                 |         |             |                                                                                 |
| 21 maart 2019 «onderlinge duels» 20.45 (UTC+1) | Nederland                                       | 4 − 0   | Wit-Rusland | Stadion Feijenoord, Rotterdam Toeschouwers: 38.604 Scheidsrechter: Davide Massa |
| 21 maart 2019 «onderlinge duels» 20.45 (UTC+1) | Depay 1', 55' (pen.) Wijnaldum 21' Van Dijk 86' | Verslag |             | Stadion Feijenoord, Rotterdam Toeschouwers: 38.604 Scheidsrechter: Davide Massa |

|                                                |                       |         |                                |                                                                                       |
| 24 maart 2019 «onderlinge duels» 20.45 (UTC+1) | Nederland             | 2 − 3   | Duitsland                      | Johan Cruijff ArenA, Amsterdam Toeschouwers: 51.694 Scheidsrechter: Jesús Gil Manzano |
| 24 maart 2019 «onderlinge duels» 20.45 (UTC+1) | De Ligt 48' Depay 63' | Verslag | 15' Sané 34' Gnabry 90' Schulz | Johan Cruijff ArenA, Amsterdam Toeschouwers: 51.694 Scheidsrechter: Jesús Gil Manzano |

|                                                   |                            |         |                                                         |                                                                                  |
| 6 september 2019 «onderlinge duels» 20.45 (UTC+2) | Duitsland                  | 2 − 4   | Nederland                                               | Volksparkstadion, Hamburg Toeschouwers: 51.299 Scheidsrechter: Artur Soares Dias |
| 6 september 2019 «onderlinge duels» 20.45 (UTC+2) | Gnabry 9' Kroos 73' (pen.) | Verslag | 59' F. de Jong 66' (e.d.) Tah 79' Malen 90+1' Wijnaldum | Volksparkstadion, Hamburg Toeschouwers: 51.299 Scheidsrechter: Artur Soares Dias |

|                                                   |         |         |                                        |                                                                             |
| 9 september 2019 «onderlinge duels» 21.45 (UTC+3) | Estland | 0 − 4   | Nederland                              | A. Le Coq Arena, Tallinn Toeschouwers: 11.006 Scheidsrechter: Sergiej Bojko |
| 9 september 2019 «onderlinge duels» 21.45 (UTC+3) |         | Verslag | 17', 47' Babel 76' Depay 87' Wijnaldum | A. Le Coq Arena, Tallinn Toeschouwers: 11.006 Scheidsrechter: Sergiej Bojko |

|                                                  |                                   |         |               |                                                                                   |
| 10 oktober 2019 «onderlinge duels» 20.45 (UTC+2) | Nederland                         | 3 − 1   | Noord-Ierland | Stadion Feijenoord, Rotterdam Toeschouwers: 41.348 Scheidsrechter: Benoît Bastien |
| 10 oktober 2019 «onderlinge duels» 20.45 (UTC+2) | Depay 80', 90+4' L. de Jong 90+1' | Verslag | 75' Magennis  | Stadion Feijenoord, Rotterdam Toeschouwers: 41.348 Scheidsrechter: Benoît Bastien |

|                                                  |             |         |                    |                                                                                   |
| 13 oktober 2019 «onderlinge duels» 19.00 (UTC+3) | Wit-Rusland | 1 − 2   | Nederland          | Dinamostadion, Minsk Toeschouwers: 21.639 Scheidsrechter: Anastasios Sidiropoulos |
| 13 oktober 2019 «onderlinge duels» 19.00 (UTC+3) | Drahun 54'  | Verslag | 32', 41' Wijnaldum | Dinamostadion, Minsk Toeschouwers: 21.639 Scheidsrechter: Anastasios Sidiropoulos |

|                                                 |               |       |           |                                                                             |
| 16 november 2019 «onderlinge duels» 19.45 (UTC) | Noord-Ierland | 0 − 0 | Nederland | Windsor Park, Belfast Toeschouwers: 18.404 Scheidsrechter: Szymon Marciniak |
| 16 november 2019 «onderlinge duels» 19.45 (UTC) | Verslag       |       |           | Windsor Park, Belfast Toeschouwers: 18.404 Scheidsrechter: Szymon Marciniak |

|                                                   |                                          |         |         |                                                                                  |
| 19 november 2019 «onderlinge duels» 20.45 (UTC+1) | Nederland                                | 5 − 0   | Estland | Johan Cruijff ArenA, Amsterdam Toeschouwers: 50.386 Scheidsrechter: Davide Massa |
| 19 november 2019 «onderlinge duels» 20.45 (UTC+1) | Wijnaldum 6', 66', 79' Aké 19' Boadu 87' | Verslag |         | Johan Cruijff ArenA, Amsterdam Toeschouwers: 50.386 Scheidsrechter: Davide Massa |

### Eindstand groep C
| Nr. | Land          | GW | W | G | V | DV | DT | DS  | Ptn |
| --- | ------------- | -- | - | - | - | -- | -- | --- | --- |
| 1   | Duitsland     | 8  | 7 | 0 | 1 | 30 | 7  | +23 | 21  |
| 2   | Nederland     | 8  | 6 | 1 | 1 | 24 | 7  | +17 | 19  |
| 3   | Noord-Ierland | 8  | 4 | 1 | 3 | 9  | 13 | -4  | 13  |
| 4   | Wit-Rusland   | 8  | 1 | 1 | 6 | 4  | 16 | -12 | 4   |
| 5   | Estland       | 8  | 0 | 1 | 7 | 2  | 26 | -24 | 1   |

## EK-voorbereiding

### Wedstrijden
|                                              |                |       |                       |                                                                                     |
| 2 juni 2021 «onderlinge duels» 19:45 (UTC+1) | Nederland      | 2 – 2 | Schotland             | Estádio Algarve, Almancil (Portugal) Toeschouwers: 0 Scheidsrechter: Vítor Ferreira |
| 2 juni 2021 «onderlinge duels» 19:45 (UTC+1) | Depay 17', 89' |       | 10' Hendry 63' Nisbet | Estádio Algarve, Almancil (Portugal) Toeschouwers: 0 Scheidsrechter: Vítor Ferreira |

|                                              |                                               |       |         |                                                                                |
| 6 juni 2021 «onderlinge duels» 18:00 (UTC+2) | Nederland                                     | 3 – 0 | Georgië | De Grolsch Veste, Enschede Toeschouwers: 7.500 Scheidsrechter: Erik Lambrechts |
| 6 juni 2021 «onderlinge duels» 18:00 (UTC+2) | Depay 10' (pen.) Weghorst 55' Gravenberch 76' |       |         | De Grolsch Veste, Enschede Toeschouwers: 7.500 Scheidsrechter: Erik Lambrechts |

## Het Europees kampioenschap
De loting vond plaats op 30 november 2019 in Boekarest. Nederland werd ondergebracht in groep C, samen met Oekraïne, Oostenrijk en Noord-Macedonië.

### Staf
| Naam                 | Functie                     |
| -------------------- | --------------------------- |
| Technische staf      |                             |
| Frank de Boer        | Bondscoach                  |
| Dwight Lodeweges     | Assistent-bondscoach        |
| Maarten Stekelenburg | Assistent-bondscoach        |
| Ruud van Nistelrooij | Assistent-bondscoach        |
| Patrick Lodewijks    | Keeperstrainer              |
| Medische staf        |                             |
| Luc van Agt          | Inspanningsfysioloog        |
| Jan Kluitenberg      | Fysieke trainer             |
| Gert-Jan Goudswaard  | Fysio- en manueel therapeut |
| Rob Koster           | Masseur                     |
| Edwin Goedhart       | Manager sportgeneeskunde    |
| Piet Bon             | Arts                        |
| Rien Heijboer        | Orthopedagoog               |
| Overige staf         |                             |
| Fernando Arrabal     | Teammanager                 |
| Bas Ticheler         | Perschef                    |
| Max Reckers          | Video-analist               |
| Steijn Spreij        | Performance-analist         |
| Arend de Kruijf      | Materiaalman                |
| Rob Koster           | Materiaalman                |

### Selectie en statistieken
| Nr.           | Naam                 | Interlands | Doelpunten | EK-Wed. | EK-Doel. | Club op moment van EK | Vorige club       |
| ------------- | -------------------- | ---------- | ---------- | ------- | -------- | --------------------- | ----------------- |
| Keepers       |                      |            |            |         |          |                       |                   |
| 1             | Maarten Stekelenburg | 63         | 0          | 4       | 0        | Ajax                  | Everton           |
| 13            | Tim Krul             | 15         | 0          | 0       | 0        | Norwich City          | Brighton & HA     |
| 23            | Marco Bizot          | 1          | 0          | 0       | 0        | AZ                    | KRC Genk          |
| Verdedigers   |                      |            |            |         |          |                       |                   |
| 2             | Joël Veltman         | 28         | 0          | 1       | 0        | Brighton & HA         | Ajax              |
| 3             | Matthijs de Ligt     | 30         | 2          | 3       | 0        | Juventus              | Ajax              |
| 4             | Nathan Aké           | 22         | 2          | 2       | 0        | Manchester City       | Bournemouth       |
| 5             | Owen Wijndal         | 11         | 0          | 2       | 0        | AZ                    | eigen jeugd       |
| 6             | Stefan de Vrij       | 49         | 3          | 4       | 0        | Inter                 | Lazio             |
| 12            | Patrick van Aanholt  | 19         | 0          | 4       | 0        | Crystal Palace        | Sunderland        |
| 17            | Daley Blind          | 82         | 2          | 4       | 0        | Ajax                  | Manchester United |
| 22            | Denzel Dumfries      | 23         | 2          | 4       | 2        | PSV                   | SC Heerenveen     |
| 25            | Jurriën Timber       | 5          | 0          | 3       | 0        | Ajax                  | eigen jeugd       |
| Middenvelders |                      |            |            |         |          |                       |                   |
| 8             | Georginio Wijnaldum  | 79         | 25         | 4       | 3        | Liverpool             | Newcastle United  |
| 14            | Davy Klaassen        | 24         | 5          | 0       | 0        | Ajax                  | Werder Bremen     |
| 15            | Marten de Roon       | 26         | 0          | 3       | 0        | Atalanta Bergamo      | Middlesbrough     |
| 16            | Ryan Gravenberch     | 7          | 1          | 2       | 0        | Ajax                  | eigen jeugd       |
| 20            | Donny van de Beek    | 19         | 3          | 0       | 0        | Manchester United     | Ajax              |
| 21            | Frenkie de Jong      | 31         | 1          | 4       | 0        | FC Barcelona          | Ajax              |
| 24            | Teun Koopmeiners     | 1          | 0          | 0       | 0        | AZ                    | eigen jeugd       |
| Aanvallers    |                      |            |            |         |          |                       |                   |
| 7             | Steven Berghuis      | 28         | 2          | 2       | 0        | Feyenoord             | Watford           |
| 9             | Luuk de Jong         | 38         | 8          | 2       | 0        | Sevilla               | PSV               |
| 10            | Memphis Depay        | 68         | 28         | 4       | 2        | Olympique Lyon        | Manchester United |
| 11            | Quincy Promes        | 50         | 7          | 2       | 0        | Spartak Moskou        | Ajax              |
| 18            | Donyell Malen        | 13         | 2          | 4       | 0        | PSV                   | Arsenal (jeugd)   |
| 19            | Wout Weghorst        | 10         | 2          | 4       | 1        | VfL Wolfsburg         | AZ                |
| 26            | Cody Gakpo           | 1          | 0          | 1       | 0        | PSV                   | eigen jeugd       |
| Bondscoach    |                      |            |            |         |          |                       |                   |
|               | Frank de Boer        | 112        | 13         |         |          |                       | Atlanta United    |

### Wedstrijden
| Nr. | Land            | GW | W | G | V | DV | DT | DS | Ptn |
| --- | --------------- | -- | - | - | - | -- | -- | -- | --- |
| 1   | Nederland       | 3  | 3 | 0 | 0 | 8  | 2  | +6 | 9   |
| 2   | Oostenrijk      | 3  | 2 | 0 | 1 | 4  | 3  | +1 | 6   |
| 3   | Oekraïne        | 3  | 1 | 0 | 2 | 4  | 5  | -1 | 3   |
| 4   | Noord-Macedonië | 3  | 0 | 0 | 3 | 2  | 8  | -6 | 0   |

#### Groepsfase
|                                               |                                         |       |                                |                                                                                 |
| 13 juni 2021 «onderlinge duels» 21:00 (UTC+2) | Nederland                               | 3 – 2 | Oekraïne                       | Johan Cruijff ArenA, Amsterdam Toeschouwers: 15.837 Scheidsrechter: Felix Brych |
| 13 juni 2021 «onderlinge duels» 21:00 (UTC+2) | Wijnaldum 52' Weghorst 59' Dumfries 85' |       | 75' Jarmolenko 79' Jaremtsjoek | Johan Cruijff ArenA, Amsterdam Toeschouwers: 15.837 Scheidsrechter: Felix Brych |

|                                               |                               |       |            |                                                                                    |
| 17 juni 2021 «onderlinge duels» 21:00 (UTC+2) | Nederland                     | 2 – 0 | Oostenrijk | Johan Cruijff ArenA, Amsterdam Toeschouwers: 15.243 Scheidsrechter: Orel Grinfeeld |
| 17 juni 2021 «onderlinge duels» 21:00 (UTC+2) | Depay 11' (pen.) Dumfries 67' |       |            | Johan Cruijff ArenA, Amsterdam Toeschouwers: 15.243 Scheidsrechter: Orel Grinfeeld |

|                                               |                 |                              |           |                                                                                   |
| 21 juni 2021 «onderlinge duels» 18:00 (UTC+2) | Noord-Macedonië | 0 – 3                        | Nederland | Johan Cruijff ArenA, Amsterdam Toeschouwers: 15.227 Scheidsrechter: István Kovács |
| 21 juni 2021 «onderlinge duels» 18:00 (UTC+2) |                 | 24' Depay 51', 58' Wijnaldum |           | Johan Cruijff ArenA, Amsterdam Toeschouwers: 15.227 Scheidsrechter: István Kovács |

#### Achtste finale
|                                               |             |       |                      |                                                                              |
| 27 juni 2021 «onderlinge duels» 18:00 (UTC+2) | Nederland   | 0 – 2 | Tsjechië             | Puskás Aréna, Boedapest Toeschouwers: 52.834 Scheidsrechter: Sergej Karasjov |
| 27 juni 2021 «onderlinge duels» 18:00 (UTC+2) | De Ligt 55' |       | 68' Holeš 80' Schick | Puskás Aréna, Boedapest Toeschouwers: 52.834 Scheidsrechter: Sergej Karasjov |

 Frankrijk 1960 · 
 Spanje 1964 · 
 Italië 1968 · 
 België 1972 · 
 Joegoslavië 1976 · 
 Italië 1980 · 
 Frankrijk 1984 · 
 West-Duitsland 1988 · 
 Zweden 1992 · 
 Engeland 1996 · 
 Nederland & België 2000 · 
 Portugal 2004 · 
 Zwitserland & Oostenrijk 2008 · 
 Polen & Oekraïne 2012 · 
 Frankrijk 2016 · 
Europa 2020 · 
 Duitsland 2024
KNVB ·
A-internationals ·
Bondscoaches (m) ·
Topscorers ·
Nederlands vrouwenelftal ·
Bondscoaches (v) ·
Nederland B ·
Olympisch elftal ·
Jong Oranje ·
Nederland –20 ·
Nederland –19 ·
Nederland –18 ·
Nederland –17 ·
Nederland –16 ·
Nederland –15 ·
Nederlands amateurelftal ·
Nederlands zaterdagelftal ·
Jong OranjeLeeuwinnen ·
Vrouwen –20 ·
Vrouwen –19 ·
Vrouwen –18 ·
Vrouwen –17 ·
Vrouwen –16 ·
Vrouwen –15 ·
Militair mannenelftal ·
Militair vrouwenelftal ·
Strandteam ·
Vrouwen Strandteam ·
Futsalteam ·
Vrouwen Futsalteam

EK-wedstrijden ·
WK-wedstrijden ·
Resultaten kwalificaties en eindronden ·
Nederland B-wedstrijden ·
Officieuze wedstrijden ·
EK-wedstrijden vrouwen ·
WK-wedstrijden vrouwen ·
Resultaten vrouwen kwalificaties en eindronden
1905 – 1919 ·
1920 – 1929 ·
1930 – 1939 ·
1940 – 1949 ·
1950 – 1959 ·
1960 – 1969 ·
1970 – 1979 ·
1980 – 1989 ·
1990 – 1999 ·
2000 – 2009 ·
2010 – 2019 ·
2020 – 2029
2015 ·
2016 ·
2017 ·
2018 ·
2019 ·
2020 ·
2021 · 
2022
EK's: 1976 · 
1980 · 
1988 · 
1992 · 
1996 · 
2000 · 
2004 · 
2008 · 
2012 · 
2020 · 
2024
WK's: 1934 · 
1938 · 
1974 · 
1978 · 
1990 · 
1994 · 
1998 · 
2006 · 
2010 · 
2014 · 
2022
OS: 1908 ·
1912 ·
1920 ·
1924 ·
1928 ·
1948 ·
1952 ·
2008
Albanië ·
Andorra ·
Argentinië ·
Armenië ·
Australië ·
België ·
Bosnië en Herzegovina ·
Brazilië ·
Bulgarije ·
Canada ·
Chili ·
China ·
Colombia ·
Costa Rica ·
Curaçao ·
Cyprus ·
DDR ·
Denemarken ·
Duitsland ·
Ecuador ·
Egypte ·
Engeland ·
Estland ·
Faeröer ·
Finland ·
Frankrijk ·
GOS · 
Georgië ·
Ghana ·
Gibraltar ·
Griekenland ·
Hongarije ·
Ierland ·
IJsland ·
Indonesië ·
Iran ·
Israël ·
Italië ·
Ivoorkust ·
Japan ·
Joegoslavië ·
Kameroen ·
Kazachstan ·
Kroatië ·
Letland ·
Liechtenstein ·
Luxemburg ·
Malta ·
Marokko ·
Mexico ·
Moldavië ·
Montenegro ·
Nederlandse Antillen ·
Nigeria ·
Noord-Ierland ·
Noord-Macedonië ·
Noorwegen ·
Oekraïne ·
Oostenrijk ·
Paraguay ·
Peru ·
Polen ·
Portugal ·
Qatar ·
Roemenië ·
Rusland ·
Saarland ·
San Marino ·
Saoedi-Arabië ·
Schotland ·
Senegal ·
Servië en Montenegro ·
Slovenië ·
Slowakije ·
Sovjet-Unie ·
Spanje ·
Suriname ·
Thailand ·
Tsjechië ·
Tsjecho-Slowakije ·
Tunesië ·
Turkije ·
Uruguay ·
Verenigd Koninkrijk ·
Verenigde Staten ·
Wales ·
Wit-Rusland ·
Zuid-Afrika ·
Zuid-Korea ·
Zweden ·
Zwitserland
Argentinië (1978) ·
Argentinië (2006) ·
Argentinië (2014) ·
Argentinië (2022) ·
Australië (2014) ·
Brazilië (2014) ·
Chili (2014) · 
Costa Rica (2014) ·
Denemarken (2010) ·
Denemarken (2012) ·
Duitsland (2012) · 
Ecuador (2022) · 
Frankrijk (2008) ·
Italië (2008) ·
Ivoorkust (2006) ·
Japan (2010) ·
Kameroen (2010) ·
Mexico (2014) · 
Noord-Macedonië (2021) · 
Oekraïne (2021) · 
Oostenrijk (2021) · 
Portugal (2006) ·
Portugal (2012) ·
Portugal (2019) ·
Qatar (2022) ·
Roemenië (2008) ·
Rusland (2008) ·
San Marino (2011) ·
Senegal (2022) ·
Servië en Montenegro (2006) ·
Sovjet-Unie (1988) ·
Spanje (2010) ·
Spanje (2014) ·
Tsjechië (2021) · 
Uruguay (2010) ·
Verenigde Staten (2022) · 
West-Duitsland (1974)
1 Stekelenburg ·
2 Veltman ·
3 De Ligt ·
4 Aké ·
5 Wijndal ·
6 De Vrij ·
7 Berghuis ·
8 Wijnaldum  ·
9 L. de Jong ·
10 Depay ·
11 Promes ·
12 Van Aanholt ·
13 Krul ·
14 Klaassen ·
15 De Roon ·
16 Gravenberch ·
17 Blind ·
18 Malen ·
19 Weghorst ·
20 Van de Beek ·
21 F. de Jong ·
22 Dumfries ·
23 Bizot ·
24 Koopmeiners ·
25 Timber ·
26 Gakpo ·
Coach: De Boer